# Escalade de Montjuïc
L'Escalade de Montjuïc est une course cycliste espagnole qui se déroule au mois d'octobre sur la colline de Montjuïc à Barcelone. Depuis 2007, la course n'est plus disputée.
La course se déroule en deux étapes : une course en ligne et un contre-la-montre.

## Palmarès
| Année | Vainqueur           | Deuxième                     | Troisième                         |
| ----- | ------------------- | ---------------------------- | --------------------------------- |
| 1965  | Federico Bahamontes | Julio Jiménez                | Joaquin Galera et Antonio Karmany |
| 1965  | Raymond Poulidor    | Federico Bahamontes          | Joaquin Galera                    |
| 1966  | Eddy Merckx         | Ferdinand Bracke             | Lucien Aimar                      |
| 1967  | Raymond Poulidor    | Joaquin Galera               | Felice Gimondi                    |
| 1968  | Raymond Poulidor    | Luis Ocaña                   | Joaquin Galera                    |
| 1969  | Gianni Motta        | Felice Gimondi               | Luis Ocaña                        |
| 1970  | Eddy Merckx         | Luis Ocaña                   | Joaquim Agostinho                 |
| 1971  | Eddy Merckx         | Agustín Tamames              | Luis Ocaña                        |
| 1972  | Eddy Merckx         | Gonzalo Aja                  | Antonio Martos                    |
| 1973  | Jesús Manzaneque    | José Pesarrodona             | Luis Ocaña                        |
| 1974  | Eddy Merckx         | Antonio Martos               | Vicente López Carril              |
| 1975  | Eddy Merckx         | Joop Zoetemelk               | José Martins                      |
| 1976  | Michel Pollentier   | Joop Zoetemelk               | Joaquim Agostinho                 |
| 1977  | Bernard Thévenet    | José Enrique Cima            | Francisco Galdós                  |
| 1978  | Michel Pollentier   | Eulalio Garcia               | Vicente Belda                     |
| 1979  | Claude Criquielion  | Pedro Vilardebo              | Joop Zoetemelk                    |
| 1980  | Marino Lejarreta    | Antonio Coll                 | José Luis Laguía                  |
| 1981  | Joop Zoetemelk      | Pedro Muñoz Machín Rodríguez | Alberto Fernández                 |
| 1982  | Marino Lejarreta    | Joop Zoetemelk               | Pedro Muñoz Machín Rodríguez      |
| 1983  | Marino Lejarreta    | Sean Kelly                   | Pedro Muñoz Machín Rodríguez      |
| 1984  | Claude Criquielion  | José Luis Laguía             | Iñaki Gastón                      |
| 1985  | Vicente Belda       | Claude Criquielion           | Joop Zoetemelk                    |
| 1986  | Vicente Belda       | Laurent Fignon               | Pedro Delgado                     |
| 1987  | Álvaro Pino         | Joop Zoetemelk               | Vicente Belda                     |
| 1988  | Marino Lejarreta    | Álvaro Pino                  | Vicente Belda                     |
| 1989  | Erik Breukink       | Marino Lejarreta             | Pedro Delgado                     |
| 1990  | Marino Lejarreta    | Eric Van Lancker             | Iñaki Gastón                      |
| 1991  | Oliverio Rincón     | Joaquin Llach                | Erik Breukink                     |
| 1992  | Alex Zülle          | Tony Rominger                | Oliverio Rincón                   |
| 1993  | Maurizio Fondriest  | Claudio Chiappucci           | Oliverio Rincón                   |
| 1994  | Tony Rominger       | Claudio Chiappucci           | Félix García Casas                |
| 1995  | Claudio Chiappucci  | Mauro Gianetti               | Francesco Casagrande              |
| 1996  | Fabian Jeker        | Mauro Gianetti               | Daniel Clavero                    |
| 1997  | Laurent Jalabert    | Alex Zülle                   | Daniel Clavero                    |
| 1998  | Fabian Jeker        | Abraham Olano                | Melchor Mauri                     |
| 1999  | Andrei Zintchenko   | Melchor Mauri                | Miguel Martin Perdiguero          |
| 2000  | Fabian Jeker        | José Luis Rubiera            | Óscar Freire                      |
| 2001  | Joaquim Rodríguez   | Joseba Beloki                | Óscar Sevilla                     |
| 2002  | Joseba Beloki       | Félix García Casas           | Manuel Beltrán                    |
| 2003  | Iván Gutiérrez      | Santiago Pérez               | Joaquim Rodríguez                 |
| 2004  | Samuel Sánchez      | Roberto Laiseka              | Joaquim Rodríguez                 |
| 2005  | Samuel Sánchez      | Carlos Sastre                | Joaquim Rodríguez                 |
| 2006  | Igor Antón          | Alberto Losada               | Joaquim Rodríguez                 |
| 2007  | Daniel Moreno       | Samuel Sánchez               | Carlos Sastre                     |

## Statistiques
Victoires par nations :
1. Espagne : 17
2. Belgique : 10
3. France : 5
4. Suisse : 5
5. Italie : 3
6. Pays-Bas : 2
7. Colombie : 1
8. Russie : 1